# Eleazar Davidman
Eleazar Davidman, také známý jako Elazar Davidman, hebrejsky אלעזר דודמן‎
(9. prosince 1936 – říjen 2007) byl izraelský tenista.

## Tenisová kariéra
Od roku 1956 – dvaceti let věku, byl několik let izraelskou jedničkou a stal se prvním hráčem státu, jenž se prosadil na mezinárodní úrovni tenisu.
Za daviscupový tým Izraele odehrál od roku 1956 třicet devět zápasů v sedmnácti mezistátních utkáních s bilancí 12 výher a 20 proher ve dvouhře a 5 výher a 12 proher ve čtyřhře.
V roce 1964 startoval na Australian Championships, kde vypadl ve druhém kole jak ve dvouhře, tak spolu s Vietnamcem Hoang-Duc Luu ve čtyřhře.